# Szlak Ewakuacji Więźniów Oświęcimskich

Szlak Ewakuacji Więźniów Oświęcimskich – niebieski znakowany szlak turystyczny w województwie małopolskim i województwie śląskim, łączący Oświęcim i Wodzisław Śląski. Szlak jest jedną z form upamiętnienia ewakuacji obozu oświęcimskiego – tzw. marszu śmierci.

## Informacje ogólne
Szlak przebiega między innymi w pobliżu Państwowego Muzeum Auschwitz-Birkenau. Szlak ten biegnie drogą, którą w styczniu 1945 odbywał się marsz śmierci z obozu Auschwitz-Birkenau do stacji kolejowej Wodzisław Śląski.

## Przebieg szlaku
- Oświęcim
- Brzezinka
- Pławy
- Harmęże
- Brzeszcze
- Góra
- Miedźna
- Pszczyna
- Mizerów
- Studzionka
- Pawłowice
- Jastrzębie-Zdrój
- Mszana
- Wodzisław Śląski